# Аномалии желчевыводящей системы
Аномалии желчевыводящей системы весьма многообразны: от отсутствия каких-либо её компонентов (например, атрезия желчевыводящих путей) до удвоения. Аномалии внутрипечёночных жёлчных протоков наблюдаются у 1 на 70000 новорождённых, а внепечёночных - у 1 на 10000.

## Классификация
Аномалии жёлчного пузыря
- Агенезия: отсутствие жёлчного пузыря (отсутствие эмбриональной закладки)
- Аплазия, гипоплазия: недоразвитие жёлчного пузыря при его правильном положении
- Аномалии формы:

- удвоение (полное удвоение с одним общим или двумя самостоятельными жёлчными протоками)
- двудольный жёлчный пузырь
- многокамерный жёлчный пузырь
- жёлчный пузырь с перетяжками
- жёлчный пузырь с перегибами
- Аномалии положения:

- левостороннее расположение
- внутрипечёночное расположение
- ретроперитонеальное расположение
- расположение в серповидной связке
- Аномалии фиксации - подвижный жёлчный пузырь
- Гетеротопии:

- слизистой оболочки желудка
- слизистой оболочки двенадцатиперстной кишки
- ткани поджелудочной железы
Аномалии жёлчных протоков
- Атрезия желчевыводящих путей
- Стенозы
- Добавочные протоки

- истинные
- ложные
- Киста холедоха

В повседневной жизни врач чаще всего встречается с перегибами и перетяжками жёлчного пузыря, которые, в одних случаях, могут не иметь какого-либо клинического значения, но в других быть причиной нарушенного пассажа жёлчи.
Клинические проявления аномалий связаны с теми нарушениями пассажа жёлчи, которые они вызывают.
Диагностика проводится с помощью визуализирующих методов исследования:
- Рентгенологическое (холецистография)
- Ультразвуковое (УЗИ)
- Магниторезонансная томографическая холангиография

Лечение при аномалиях определяется степенью нарушения пассажа жёлчи и его последствиями: в крайних случаях оперативное вмешательство.